# Ronald Schild
Ronald Schild (* 25. Juli 1970 in Saarbrücken) ist seit 2006 Geschäftsführer der MVB Marketing- und Verlagsservice des Buchhandels sowie der BBG Börsenverein Beteiligungsgesellschaft (zu der auch die Frankfurter Buchmesse GmbH gehört), beides Tochterunternehmen des Börsenverein des Deutschen Buchhandels. Darüber hinaus ist Schild Director von MVB US Inc. (New York), MVB Books UK (London), MVB América Latina (Mexiko-Stadt) sowie Metabooks Ltda. (Sao Paulo).

## Leben und Wirken
Ronald Schild studierte in der ersten Hälfte der 1990er Jahre Betriebswirtschaftslehre an der Universität des Saarlandes, in Nancy und an der University of Strathclyde. Nach ersten Stationen im Produktmanagement für Fast Moving Consumer Goods und IT Hardware in der Quandt-Gruppe und bei Lexmark gründete Schild 1999 gemeinsam mit fünf Partnern das Beratungsunternehmen EMB Electronic Media & Business AG, das er bis Ende 2004 als CEO führte. In der Folge führte er bei Amazon Deutschland GmbH das Verkaufsprogramm Merchants@ ein, das er später gemeinsam mit dem Bereich Marketplace leitete.
2006 wechselte Schild in die Börsenvereinsgruppe. Unter seiner Ägide wurde aus dem Fachverlag MVB ein digitaler Plattformanbieter. Auch international stellte Schild die MVB neu auf: im Jahr 2017 wurden Niederlassungen in Sao Paulo, Brasilien und New York, USA gegründet. MVB erbringt Serviceleistungen für die Buchbranche, bspw. das Verzeichnis Lieferbarer Bücher (VLB), die digitale Vorschau VLB TIX, verlegt die Branchenmagazine Börsenblatt und Buchjournal und ist die ISBN-Agentur für Deutschland.
Schild engagiert sich darüber hinaus in Fragen der internationalen Standardisierung. Er ist Chairman der Internationalen ISBN Agentur sowie Board Member bei Editeur. Schild war maßgeblich an der Revision des ISBN-Standards wie auch der Etablierung der neuen Warengruppensystematik „Thema“ beteiligt.
Schild ist Mitglied der Jury des Deutschen Selfpublishing Preises sowie bei dem Start-up-Wettbewerb ContentShift.
Ehrenamtlich war Schild von 2009 bis 2017 1. Vorsitzender des Zwingenberger Pro Kind e. V. Dort verantwortete er den Neu- und Ausbau der Kinderkrippe Zwingenberger Zwerge, die Gründung des Familienzentrum famizz sowie die Übernahme der Schülerbetreuung der Melibokusschule.

## Kritik
Kontroversen entstanden immer wieder um das MVB Produkt libreka, eine Distributionsplattform für E-Books. Schild wurde kritisiert, die Interessen der Mitgliedsunternehmen des Börsenverein des Deutschen Buchhandels nicht ausreichend zu berücksichtigen. libreka wurde 2015 an das Thüringer Unternehmen Zeilenwert verkauft.

## Publikationen (als Herausgeber)
- Gutenberg 2.0 – die Zukunft des Buches. Marketing- und Verlagsservice des Buchhandels, Frankfurt am Main 2008, ISBN 978-3-7657-2902-7